# Sandro Matos
Sandro Matos Pereira (São João de Meriti, 22 de abril de 1970) é um político, empresário e comerciante brasileiro.

## Biografia
Filho de Orlando Gonçalves Pereira e Maria Geovaniza Matos Pereira, desde pequeno morava no bairro Coelho da Rocha. Estudou parte da infância no Centro Cultural Vitória, e depois terminou o ensino médio. Casou-se com Rachel Matos em 2015. 
Em 2000 foi eleito vereador pelo Partido Trabalhista Brasileiro (PTB) com 1.923 votos, sendo um dos mais atuantes e tendo vários projetos aprovados. Em 2002, foi eleito deputado federal (2003-2007), sendo reeleito em 2006 (2007-2011). Em 2004 concorreu à prefeitura de São João de Meriti, mas perdeu para Uzias Mocotó no segundo turno. Em 2007 foi eleito presidente do diretório regional do Partido da República (PR). Em 2008, foi eleito em primeiro turno, com 54,46% dos votos válidos, para prefeito de São João de Meriti, derrotando o deputado estadual Marcelo Simão.
Foi reeleito prefeito no ano de 2012, filiado ao Partido Democrático Trabalhista (PDT). Em abril de 2014, Sandro Matos cogitou renunciar ao cargo de prefeito de São João de Meriti para se candidatar a vice-governador de Luiz Fernando Pezão, nas eleições de 2014, porém ele foi barrado pelo partido dele e continuou na Prefeitura de São João de Meriti até o fim de seu mandato em 2016.
Em 2018, Sandro Matos concorreu novamente uma ao cargo de deputado federal, aonde desta vez não  atingiu o número suficiente de votos. 